# Бернардельо, Эрнан
Эрнан Дарио Бернардельо (исп. Hernán Darío Bernardello; родился 3 августа 1986, Росарио, Аргентина) — аргентинский футболист, опорный полузащитник.

## Клубная карьера
Эрнан — воспитанник клуба «Ньюэллс Олд Бойз». В 2006 года он дебютировал в аргентинской Примере. 28 сентября 2009 года в поединке против «Архентинос Хуниорс» Эрнан забил свой первый гол за клуб.
Летом 2009 года Бернардельо подписал контракт на шесть лет с испанской «Альмерией». Сумма трансфера составила 3 млн евро. 30 августа в поединке против клуба «Реал Вальядолид» он дебютировал в Ла Лиге. 5 февраля 2011 года в матче против «Эспаньола» Эрнан забил свой первый гол. По тогам сезона команда вылетела в Сегунду, но Эрнан остался в команде. Летом 2012 года Бернардельо на правах аренды перешёл в «Колон». 3 сентября в матче против «Ривер Плейта» он дебютировал за новую команду. 3 марта 2013 года в поединке против «Эстудиантеса» Эрана забил свой первый гол за «Колон».
23 июля 2013 года Бернардельо перешёл в клуб MLS «Монреаль Импакт», подписав контракт по правилу назначенного игрока. За канадский клуб он дебютировал 7 августа в матче Лиги чемпионов КОНКАКАФ против «Сан-Хосе Эртквейкс», отметившись голевой передачей. В 2014 году Эрнан стал победителем первенства Канады. 1 июля 2014 года Бернардельо покинул «Монреаль Импакт», не сумев договориться по условиям нового контракта.
Летом 2014 года Бернардельо присоединился к мексиканскому «Крус Асуль». 3 августа в матче против «Веракрус» он дебютировал в мексиканской Примеры.
24 июля 2016 года Бернардельо вернулся в «Монреаль Импакт». 31 июля в матче против «Ди Си Юнайтед» он забил свой первый гол за «сине-бело-чёрных». По окончании сезона 2017 контракт Бернардельо с «Монреаль Импакт» истёк.
4 января 2018 года Бернардельо вновь вернулся в «Ньюэллс Олд Бойз».

## Международная карьера
20 мая 2009 года в товарищеском матче против сборной Панамы Бернардельо дебютировал за сборную Аргентины.

## Достижения
Командные
 «Монреаль Импакт»
- Победитель Первенства Канады — 2014